# Bahía de Barbacoas
Bahía de Barbacoas är en vik i Colombia.   Den ligger i departementet Bolívar, i den norra delen av landet, 600 km norr om huvudstaden Bogotá.